# Вероніка Віткова
Вероніка Віткова (чеськ. Veronika Vítková, нар. 9 грудня 1988, Врхлабі, Чехословаччина) — чеська біатлоністка, чемпіонка світу з біатлону, срібна призерка Олімпійських ігор, учасниця Олімпійських ігор 2010, 2014 та 2018 років, дворазова чемпіонка світу серед юніорів.

## Виступи на Олімпійських іграх
| Рік  | Місце проведення | ІН | СП | ПЕ | МС | ЕС | ЗМ |
| ---- | ---------------- | -- | -- | -- | -- | -- | -- |
| 2010 | Ванкувер         | 68 | 24 | 37 | —  | 16 | —  |
| 2014 | Сочі             | 6  | 16 | 21 | 8  | 4  | 2  |
| 2018 | Пхьончхан        |    | 3  |    |    |    |    |

## Виступи на чемпіонатах світу
| Рік  | Місце проведення     | ІН | СП | ПЕ  | МС | ЕС |
| ---- | -------------------- | -- | -- | --- | -- | -- |
| 2008 | Естерсунд            | 14 | 57 | DNS | —  | 16 |
| 2009 | Пхьончхан            | 5  | 18 | 10  | 10 | 12 |
| 2011 | Ханти-Мансійськ      | 8  | 55 | 34  | 30 | 11 |
| 2012 | Рупольдінг           | 15 | 25 | 18  | 14 | 10 |
| 2013 | Нове Место-на-Мораві | 14 | 10 | 8   | 19 | 10 |

## Загальний залік Кубку світу
- 2007–2008 — 60-е місце
- 2008–2009 — 36-е місце
- 2009–2010 — 63-е місце
- 2010–2011 — 43-е місце
- 2011–2012 — 25-е місце
- 2012–2013 — 16-е місце
- 2013–2014 — 9-е місце

## Виступи на чемпіонатах Європи
| Рік  | Місце проведення     | ІН | СП | ПЕ  | МС | ЕС |
| ---- | -------------------- | -- | -- | --- | -- | -- |
| 2006 | Лангдорф             | 6  | 15 | DNS | —  | —  |
| 2007 | Бансько              | 13 | 5  | 3   | —  | 6  |
| 2008 | Нове Место-на-Мораві | 9  | 3  | 2   | —  | 2  |

## Виступи на чемпіонатах світу серед юніорів
| Рік  | Місце проведення | ІН | СП | ПЕ | МС | ЕС |
| ---- | ---------------- | -- | -- | -- | -- | -- |
| 2005 | Контіолахті      | 25 | 9  | 21 | —  | —  |
| 2006 | Преск-Айл        | 1  | 5  | 17 | —  | 8  |
| 2007 | Валь-Мартелло    | 32 | 12 | 13 | —  | 8  |
| 2008 | Рупольдінг       | 6  | 6  | 2  | —  | 8  |
| 2009 | Канмор           | 7  | 5  | 2  | —  | 1  |

## Статистика стрільби
| Лежачи  | 80% | 84% | 81% | 83% |
| Стоячи  | 81% | 83% | 83% | 78% |
| Загалом | 80% | 83% | 82% | 81% |